# Алексенково (Лебединский городской совет)
Алексенково (укр. Олексенкове) — село,
Лебединский городской совет,
Сумская область,
Украина.
Код КОАТУУ — 5910590002. Население по переписи 2001 года составляло 76 человек.

## Географическое положение
Село Алексенково находится на правом берегу реки Ольшанка,
выше по течению примыкает село Рябушки (Лебединский район),
ниже по течению на расстоянии в 4 км расположен город Лебедин.
На реке большая запруда.
Рядом проходит автомобильная дорога Т-1913.